# Korfbal aux Jeux mondiaux de 2013
Navigation
Kaohsiung 2009 Wrocław 2017
Les épreuves de korfbal des Jeux mondiaux de 2013 ont lieu du 31 juillet au 4 août 2013 à Cali (Colombie).

## Organisation

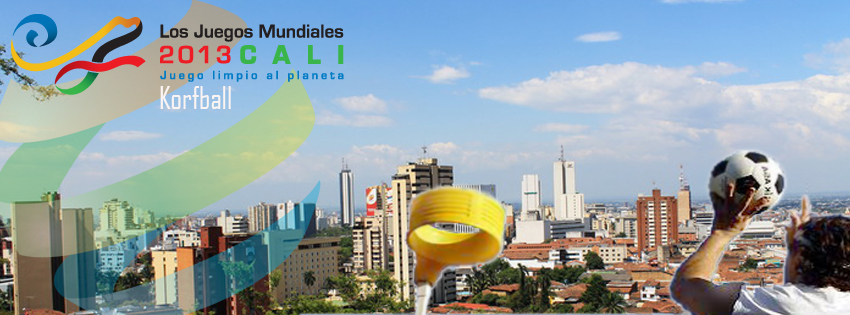
L'affiche évènementielle

## Podiums

### Mixte
| Épreuves     | Or | Argent | Bronze |
| ------------ | --- | --- | --- |
| Équipe mixte | Pays-Bas- Tim Bakker (nl) - Nadhie den Dunnen (nl) - Rianne Echten (nl) - Marjolijn Kroon (nl) - Richard Kunst (nl) - Laurens Leeuwenhoek (nl) - Rosemarie Roozenbeek (nl) - Jos Roseboom (nl) - Barry Schep (nl) - Mick Snel (nl) - Celeste Split (nl) - Suzanne Struik (nl) - Marjon Visser - Rick Voorneveld (nl) | Belgique - Julie Caluwé (nl) - Jeffrey Campers (nl) - Jesse De Bremaeker (nl) - Wim De Decker - Gwenny de Plecker - Annick Dekeyser - Shiara Driesen (nl) - Davor Duronjic (nl) - Jari Hardies (nl) - Nick Janssens (nl) - Mitch Lenaerts (nl) - David Peeters (nl) - Patty Peeters (nl) - Nikki Schilders (nl) - Annelies Vandenberghe (nl) | Taipei chinois - Ping Fong Chen - Chih Yi Chiu - Shu Ping Chu - Ying Yen Chuan - Hsiang Lin Chuang - Nien Hua Huang - Ying Hsuan Huang - Kuan Ju Hung - Chen Yu Kao - Hsing Jen Kung - Chou Ying Li - Szu Yu Lin - Ya-Wen Lin (nl) - Yu Liang Pan - Chun-Hsien Wu |

## Tableau des médailles
| Rang  | Nation         | Or | Argent | Bronze | Total |
| ----- | -------------- | -- | ------ | ------ | ----- |
| 1     | Pays-Bas       | 1  | 0      | 0      | 1     |
| 2     | Belgique       | 0  | 1      | 0      | 1     |
| 3     | Chinese Taipei | 0  | 0      | 1      | 1     |
| TOTAL | TOTAL          | 1  | 1      | 1      | 3     |